# Tokyo Jukebox
Tokyo Jukebox es un álbum de estudio del guitarrista estadounidense Marty Friedman. El álbum es una colección  de covers de 11 canciones japonesas, producidos y arreglados por Friedman. Las canciones fueron escogidas por Friedman y los lectores de Nikkei Entertainment!.

## Listado de pista
| N.º   | Título                                                                                  | Escritor(es) | Duración |  |
| 1.    | «Tsume Tsume Tsume (Japonés: 爪爪爪?)» (Cover del tema de Maximum the Hormone)          | Ryo Kawakita | 5:28     |  |
| 2.    | «Gift» (Cover del tema de Mr. Children)                                                 | -----        | 4:24     |  |
| 3.    | «Amagi-Goe (Japonés: 天城越え?)» (Cover del tema de Sayuri Ishikawa)                    | -----        | 4:22     |  |
| 4.    | «Story» (Cover del tema de Ai)                                                          | -----        | 5:02     |  |
| 5.    | «Polyrhythm (Japonés: ポリリズム?)» (Cover del tema de Perfume)                         | -----        | 4:37     |  |
| 6.    | «Kaeritaku Natta Yo (Japonés: 帰りたくなったよ?)» (Cover del tema de Ikimonogakari)     | -----        | 5:56     |  |
| 7.    | «Tsunami (Japonés: 津波?)» (Cover del tema de Southern All Stars)                       | -----        | 4:55     |  |
| 8.    | «Yuki no Hana (Japonés: 雪の華?)» (Cover del tema de Mika Nakashima)                    | -----        | 4:02     |  |
| 9.    | «Eki (Japonés: 駅?)» (Cover del tema de Mariya Takeuchi)                                | -----        | 4:46     |  |
| 10.   | «Sekai ni Hitotsu dake no Hana (Japonés: 世界に一つだけの花?)» (Cover del tema de SMAP) | -----        | 4:16     |  |
| 11.   | «Romance no Kamisama (Japonés: ロマンスの神様?)» (Cover del tema de Kohmi Hirose)       | -----        | 3:44     |  |
| 12.   | «Ashita e no Sanka (Japonés: 明日への讃歌?)» (Cover del tema de Alan)                   | -----        | 6:18     |  |
| 57:02 |                                                                                         |              |          |  |

- Datos: Q4051551